# Świadkowie Jehowy w województwie dolnośląskim
Świadkowie Jehowy w województwie dolnośląskim – wspólnota religijna Świadków Jehowy w województwie dolnośląskim. W wyniku Narodowego Spisu Powszechnego Ludności i Mieszkań 2011 określono liczbę osób na terenie województwa deklarujących swoją przynależność religijną do Świadków Jehowy na 15 371. Natomiast liczba głosicieli według opracowania GUS „Wyznania religijne w Polsce 2019–2021” w roku 2021 wynosiła 11 864. W lipcu 2025 roku na terenie województwa znajdowały się miejsca zebrań 130 zborów (w tym zbór angielskojęzyczny, sześć zborów i grupa rosyjskojęzyczna, trzy zbory ukraińskojęzyczne, zbór polskiego języka migowego i grupa hiszpańskojęzyczna).

## Historia

### Początki

#### Początek XX wieku

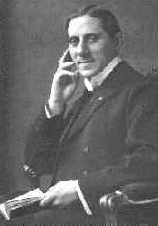
Hermann Herkendell – jeden z pielgrzymów odwiedzających zbory (1910–1919)

Na terenie należącym wtedy do Cesarstwa Niemieckiego działalność rozpoczęto na początku XX wieku. Powstały niemieckojęzyczne zbory. Wiosną 1906 roku we Wrocławiu, w Legnicy, Borowie, Świebodzicach, Zgorzelcu i Bielawie wykłady biblijne wygłosił przedstawiciel niemieckiego biura, pielgrzym Otto A. Kötitz. W Borowie koło Strzelina dwa półtora godzinne wykłady wysłuchało około 160 osób (dwie tury).
W roku 1910, 1911, 1914 i 1919 zbory we Wrocławiu (1910, 1911, 1914), Głuszycy (1911), Lwówku Śląskim (1910), Łomnicy (1910), Szczyglicach (1910) i Zgorzelcu (1910, 1911, 1914, 1919) odwiedzał przedstawiciel niemieckiego biura, pielgrzym Hermann Herkendell (1889–1926). W 1910 roku we Wrocławiu, na wykładach było dwukrotnie co najmniej 1000 osób. W 1913 roku zorganizowano działalność kaznodziejską w 20 miastach i okolicznych miejscowościach do których dotarto rowerami.
Wiosną 1916 roku pielgrzym Max Cunow odwiedził zbory we Wrocławiu i Zgorzelcu, w którym ponownie przebywał w listopadzie 1916 roku. W zborze w Zgorzelcu przebywał również w 1917 roku. Później odwiedził zbory w Cieplicach, Boguszowie, we Wrocławiu i w Legnicy. W lutym 1917 roku pielgrzym Karl Wellershaus odwiedził zbory m.in. we Wrocławiu, w Głuszycy, Legnicy i Zgorzelcu. W grudniu 1917 roku i w sierpniu 1919 roku pielgrzym Zellmann odwiedził zbory m.in. we Wrocławiu, w Boguszowie, Cieplicach, Strzelnie, Walimie, Legnicy, Zgorzelcu i Unisławiu Śląskim. Wizyty przedstawicieli biura Towarzystwa Strażnica przyczyniły się do dalszego rozwoju działalności na Śląsku. W 1919 roku we Wrocławiu było 19 wyznawców.

#### Lata 20. XX wieku
Na początku lat 20. XX wieku organizowano wyjazdy rowerowe, aby prowadzić działalność kaznodziejską do 100 km od Wrocławia. W lutym 1921 roku wykłady biblijne w kilku zborach wygłosił przedstawiciel niemieckiego biura, pielgrzym Max Cunow. Pod koniec lat 20. XX wieku w Cieplicach Śląskich-Zdroju działało ponad 40 wyznawców, a w samej Jeleniej Górze – około 60. Duże grupy wyznawców działały także w okolicach Wałbrzycha, Kłodzka, Nowej Rudy oraz Zgorzelca.

#### Lata 30. XX wieku
19 i 20 lipca 1930 roku przy Drabiziusstraße 5 (obecna ul. Siemieńskiego) we Wrocławiu odbyło się okręgowe zgromadzenie służbowe (Bezirks-Dienstversammlungen).
We wrześniu 1931 roku pielgrzym o nazwisku Rahbe odwiedził zbory w Świebodzicach, Strzegomiu, Świdnicy, Bielawie, Dzierżoniowie, Legnicy i we Wrocławiu. We wrześniu 1932 roku odwiedził on zbory w Lubaniu, Wałbrzychu, Świdnicy, Dzierżoniowie, Bielawie i Nowej Rudzie.
W 1932 roku zbory w Lubaniu, Bolesławcu, Górze, Głogowie, Nowej Rudzie, Wałbrzychu, Wołowie, Legnicy i we Wrocławiu, a w 1933 roku w Jeleniej Górze, Boguszowie-Gorcach, Strzelinie, Świebodzicach, Lubiechowie (obecna dzielnica Wałbrzycha) i Braszowicach odwiedził Robert Arthur Winkler.
W 1932 roku zgromadzenia odbyły się w Legnicy (4, 5 czerwca, przy Breslauer Str. 3/II), Jeleniej Górze (2, 3 lipca, przy Rosenauer Str. 9), Kamiennej Górze (26, 27 listopada, przy Liebauer Str. 13), Nowej Rudzie (17, 18 września, przy Wollenspüle 2), Wałbrzychu (13, 14 lutego, przy Hermannstr. 25), Zgorzelcu (20, 21 lutego, przy Konsulstr. 32) i Ziębicach (11, 12 czerwca, przy Rosenstr. 14), a w 1933 roku – we Wrocławiu (6, 7 maja) i Legnicy (22 i 23 kwietnia, przy Grenadierstr. 30h). W roku 1932 Świadkowie Jehowy specjalnym wynajętym pociągiem udali się na kongres międzynarodowy w Pradze.
Wiosną 1933 roku zbory w Legnicy, Strzegomiu, Świebodzicach, Wałbrzychu, Boguszowie-Gorcach, Świdnicy, Dzierżoniowie, Cieplicach Śląskich-Zdroju odwiedził pielgrzym Bernhard Buchholz. W tym samym okresie zbory w Budzowie, Bolesławcu, Legnicy, Złotoryi, Wojcieszowie Górnym, Sędzisławiu, Janowicach Wielkich, Cieplicach Śląskich-Zdroju, Karpaczu odwiedził pielgrzym Englel.

### Prześladowania w okresie III Rzeszy

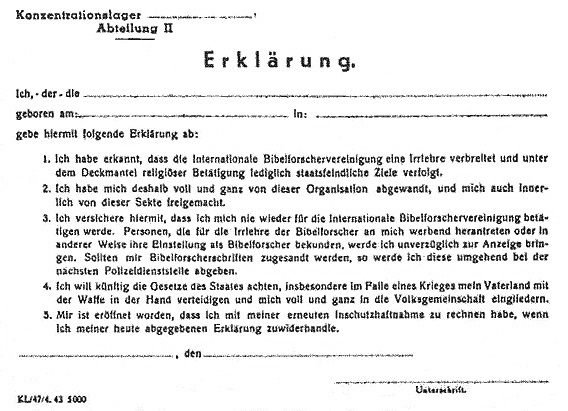
Hitlerowskie oświadczenie o wyrzeczeniu się wiary, którego podpisania odmawiali Świadkowie Jehowy m.in. w obozie koncentracyjnym Gross-Rosen

Już od roku 1933, w okresie nazizmu wielu tutejszych niemieckich świadków Jehowy trafiło do więzień i hitlerowskich obozów koncentracyjnych za odmowę pójścia na kompromis i wyrzeczenia się służenia Bogu Jehowie (m.in. z Legnicy, Nowej Rudy, Lubania, z Góry oraz z Wrocławia).
- Groß-Rosen

W niemieckim obozie koncentracyjnym Groß-Rosen osadzono co najmniej 109 świadków Jehowy (43 kobiety i 65 mężczyzn: z Niemiec (46), z Polski (87), z Holandii (2), z Austrii (8), z Czech (2), z Luksemburga (1) i innych krajów). Najmłodszy więzień miał 16 lat, a najstarszy 66 lat. Najwięcej osób znajdowało się w przedziale wiekowym 31–40 lat. Przebywali także w kopalni w Złotoryi, na robotach przymusowych. Uwięzieni w większości pochodzili ze wsi i z mniejszych miast położonych w środkowej Polsce, na Śląsku, w Małopolsce i Wielkopolsce. Z dużych miast pochodziła mniejszość uwięzionych: z Łodzi 6 osób, z Gdańska 2, z Koszalina 1, z Bydgoszczy 1, z Poznania 1 i 1 ze Środy Wielkopolskiej. 43 więźniarki przeniesiono do KL Gross-Rosen dopiero w 1945 roku w transportach ewakuacyjnych (42 z KL Auschwitz, a 1 z KL Ravensbrück).
- Kurierzy

W latach 30. świadkowie Jehowy ze zboru Hirschberg (Jelenia Góra) w kilkuosobowych grupach, wyglądający na turystów przenosili zakazaną w Niemczech literaturę biblijną przez zieloną granicę ze Szpindlerowego Młyna, znajdującego się na terenie Czechosłowacji. Następnie literatura była pakowana w paczki podobnie jak mydło i rozsyłana koleją do różnych części Niemiec. Działalność ta została ograniczona w 1936 roku gdy władze odkryły punkt przechowywania literatury znajdujący się pod Berlinem, a w nim wśród wielu innych trzy paczki z Hirschberga. Pomimo aresztowania trzech miejscowych świadków, transport literatury na szlaku karkonoskim odbywał się dalej, choć już w mniejszym stopniu. Kurierzy z publikacjami docierali także m.in. do Zgorzelca oraz Wrocławia.
- Działalność poza obozem

Pod koniec wojny, gdy zbliżał się front wschodni, zmuszano ludzi do kopania rowów przeciwczołgowych. Ze względu na neutralność polityczną świadkowie Jehowy odmawiali udziału w takich pracach. Skutkiem tego niektórzy z nich zostali publicznie rozstrzelani.

### Okres powojenny
1945
Po II wojnie światowej przybyli tu polscy świadkowie Jehowy. Powstały nowe zbory. Do Jeleniej Góry przeprowadził się z rodziną Stanisław Kocieniewski, który powrócił z niemieckiego obozu pracy (przed wojną mieszkali w Warszawie). Wkrótce sprowadzali się inni i powstał tam pierwszy zbór.
1946
Na Dolnym Śląsku utworzono „strefę” składającą się z 16 grup (zborów) składających się z 44 „kółek”, w których działało 190 głosicieli. Potrzebnych było 15 pionierów, aby mogli pomóc w działalności kaznodziejskiej, która była prowadzona w języku polskim i niemieckim. W Boguszowie miejscowi świadkowie Jehowy posiadali własną Salę Królestwa. Działał też około 50-osobowy zbór w Wałbrzychu. W lutym 1946 roku w Polkowicach mieszkało około 20 rodzin Świadków Jehowy; mieszkali również w jego okolicach (m.in. w Rzeczycy). Sala Królestwa w Lubinie mieściła się przy ul. Ścinawskiej.
1947
12, 13 lipca w Jeleniej Górze odbyła się pierwsza powojenna konwencja na Dolnym Śląsku z udziałem 1068 osób. Urządzili ją w wyremontowanym przez nich budynku. Na zjazd przyjechała orkiestra z Poznania oraz delegacje z Kłodzka i Wrocławia. Miejsce zgromadzenia do późnej nocy ochraniała milicja.
Również w Głogowie pierwszych kilkoro świadków Jehowy pojawiło się zaraz po zakończeniu wojny. Na początku spotykali się na zebraniach religijnych w mieszkaniach prywatnych. Działalność głoszenia powodowała, że liczba wyznawców stale się zwiększała. W 1993 roku na terenie miasta istniało już 5 zborów. W roku 1947 na terenie województwa wrocławskiego działały 44 zbory. W Polanicy-Zdroju działał jeden głosiciel, a kilkunastu w Kłodzku.
1948
Latem 1948 roku przez dwa miesiące 5 pionierów prowadziło działalność kaznodziejska w okolicy Żagania.

### Prześladowania

#### Przed delegalizacją działalności
Co najmniej od 1947 roku Urząd Bezpieczeństwa prowadził sprawy operacyjne m.in. przeciwko takim osobom jak: Michał Jaworski (1947–1952), Zygmunt Kolczyk (1947–1953; prowadzącemu działalność na terenie powiatu lubańskiego), Tadeusz Paradowski (1947–1956), Edmund Kalinowski (1948–1950; prowadzącemu działalność na terenie Kłodzka), Mieczysław Duszkiewicz (1949–1950), Michał Góreczny (1949–1955), Józef Wieczorek (1949–1953), Tadeusz Gębuś (1949–1954), Tadeusz Kaczmarek (1949-1950; prowadzącemu działalność na terenie powiatu lubińskiego).
W roku 1949 aresztowano uczestników zebrań w Salach Królestwa w Kamiennej Górze oraz we Wrocławiu.
Według szacunków Wojewódzkiego Urzędu Bezpieczeństwa wiosną 1950 roku na terenie województwa wrocławskiego działało 86 grup. Urząd ustalił też informacje o 3395 głosicielach mieszkających w województwie i oszacował liczbę głosicieli oraz osób zainteresowanych na około 7320. W czerwcu 1950 roku według kolejnych szacunków WUB działało 71 grup i co najmniej 5000 głosicieli.

#### Delegalizacja działalności i prześladowania
- 1950:

W roku 1950 nastąpiła fala aresztowań i zakaz działalności. W województwie wrocławskim, poza główną akcją aresztowań z czerwca (w ciągu jednej nocy zatrzymano ponad 600 osób), 5 lipca 1950 roku przeprowadzono następną, podczas której aresztowano kolejnych głosicieli. Według niepełnych danych na dzień 8 lipca 1950 roku liczba aresztowanych w województwie wynosiła 518 osób. Do 5 sierpnia 123 osoby zostały zwolnione, a 359 pozostawało w areszcie. Na koniec 1950 roku spośród 621 aresztowanych, 30 zostało skazanych na bezwzględne kary pozbawienia wolności. Od tego roku publikacje biblijne drukowano konspiracyjnie w kilku ukrytych ośrodkach drukarskich na terenie województwa.
Funkcjonariusze UB prowadzili sprawy operacyjne m.in. przeciwko takim osobom, jak: Jan Gondek (1950–1951), Marian Pietrzak (1950), Bogusława Pić (1950–1953), Tymoteusz Wołczak/Wowczak (1950; prowadzącemu działalność na terenie powiatu lubińskiego), Adam Wołczak/Wowczak (1950–1951; prowadzącemu działalność na terenie powiatu lubińskiego), Józef Dziubka (1950–1953; prowadzącemu działalność na terenie powiatu lubińskiego i kożuchowskiego), Bogusław Jaśkiewicz (1950–1954; prowadzącemu działalność na terenie powiatu jaworskiego), Marian Bukowiecki (1950–1954; prowadzącemu działalność na terenie powiatu górowskiego), Bronisław Pawlik (1950–1954; prowadzącemu działalność na terenie powiatu opoczyńskiego i milickiego), Józef Kargol (1950–1953; prowadzącemu działalność w okolicach Ząbkowic Śląskich), Bogdan Loretz (1950–1952).
- 1951:

Funkcjonariusze UB prowadzili sprawy operacyjne m.in. przeciwko takim osobom jak: Jan Spisak (1951), Fritz Halitschke (1951–1956; prowadzącemu działalność na terenie Cieplic), Władysław Rudolf (1951–1954). Prowadzono również sprawy operacyjne o kryptonimie: „Fanatyk” (1951–1955; Józef Ratajczyk; dotycząca prowadzenia działalności na terenie Ciechanowic).
- 1952:

Funkcjonariusze UB prowadzili sprawy operacyjne m.in. przeciwko takim osobom jak: Jan Szarf (1952–1953; prowadzącemu działalność na terenie powiatu jaworskiego), Stanisław Wojciechowski (1952–1954), Władysław Andrzejak (1952–1956), Jan Czubak (1952–1954).
- 1953:

W 1953 roku w Polanicy-Zdroju rozpoczęto urządzać niewielkie zebrania w mieszkaniach prywatnych (w latach 60. XX wieku powstał tam zbór).
Funkcjonariusze UB prowadzili sprawy operacyjne m.in. przeciwko takim osobom, jak: Stefan Choma (1953; prowadzący działalność na terenie powiatu jaworskiego), Michalina Sidor (1953–1954), Edward Mazurczak (1953–1955; prowadzący działalność na terenie Milicza), Bronisław Kopanicki (1953–1954), Walenty Cendrowski (1953–1954; prowadzący działalność na terenie Jeleniej Góry), Zdzisław Grabowski (1953–1955; „byłego funkcjonariusza organów bezpieczeństwa, organizatora i czołowego aktywisty Związku Wyznaniowego „Świadkowie Jehowy” w Zgorzelcu”).
- 1954:

Funkcjonariusze UB prowadzili sprawy operacyjne m.in. przeciwko takim osobom, jak: Jadwiga/Feliksa Hercog (1954–1955), Benedykt Lewandowski (1954; prowadzący działalność na terenie powiatu jaworskiego), Czesław Bazylewicz (1954; prowadzący działalność na terenie powiatu dzierżoniowskiego), Helena Serek (1954; prowadząca działalność na terenie Bielawy), Marian Dyc (1954–1955; prowadzący działalność na terenie powiatu górowskiego), Zygmunt Kuśmierek (1954–1955; prowadzący działalność na terenie Jeleniej Góry). Prowadzono również sprawę operacyjną o kryptonimie „Stado-6” (1954–1955; Stefan Jagiełło; dotycząca prowadzenia działalności na terenie Osiecznicy).
- 1955:

Szczególnie od roku 1955 wielu świadków za działalność religijną oraz za odmowę odbycia służby wojskowej skazywano na kary więzienia w zakładach karnych.
Funkcjonariusze UB prowadzili sprawy operacyjne m.in. przeciwko takim osobom, jak: Albin Koblowski (1955–1956).
- 1958:

Funkcjonariusze UB prowadzili sprawy operacyjne m.in. przeciwko takim osobom, jak: Krystyna Kruszyńska (1958–1959; dotycząca prowadzenia działalności na terenie Lubania).
- 1961:

Funkcjonariusze UB prowadzili sprawy operacyjne m.in. przeciwko takim osobom, jak: Zygmunt Adach (dotycząca „ujawnienia działalności nielegalnej drukarni Świadków Jehowy we Wiatraczynie (przysiółek wsi Ostroszowice)”; 1961–1964). Do 1962 roku prowadził on działalność w Szklarskiej Porębie, Dzierżoniowie i innych miejscowościach woj. wrocławskiego). W lutym 1963 roku przed Sądem Wojewódzkim we Wrocławiu bronili go Witold Lis-Olszewski i Władysław Siła-Nowicki.
- 1964:

Rozpoczęto regularne organizowanie tzw. konwencji leśnych na polanach w lasach.
Funkcjonariusze Służby Bezpieczeństwa zlikwidowali drukarnię w Koźlicach.
- 1965:

Szczególnie od połowy lat 60. XX wieku głosiciele w lecie prowadzili grupową wyjazdową działalność kaznodziejską na terenach, gdzie jest mniej wyznawców (wcześniejsze nazwy: obozy pionierskie, ośrodki pionierskie, grupy pionierskie).
- 1969:

Według danych UB w powiecie głogowskim mieszkało 104 głosicieli, w tym w samym Głogowie 38.
- 1970:

Według kroniki parafii pod wezwaniem św. Michała Archanioła w Polkowicach, na terenie parafii mieszkało około 100 świadków Jehowy.
- 1972:

Prowadzono sprawy operacyjne o kryptonimie: „Fanatyk” (1972–1984; Michał Podlak; dotycząca prowadzenia działalności na terenie Głogowa).
- 1974:

Prowadzono sprawy operacyjne o kryptonimie: „Turystka” (1974–1984; Sabina Wawrykowicz), „Głosiciel” (1974–1984; Julian Falecki). W ramach operacji o kryptonimie „Wicek-Szef”, funkcjonariusze Służby Bezpieczeństwa zlikwidowali drukarnię w Zgorzelcu.

### Czas „odwilży”
- 1977:

Pod koniec roku przedstawiciele Ciała Kierowniczego Świadków Jehowy oficjalnie spotkali się z niektórymi wyznawcami na terenie obecnego województwa dolnośląskiego. Prowadzono sprawy operacyjne o kryptonimie: „Pionier” (1977–1986; Józef Dworok).
- Lata 80. XX wieku:

Rozpoczęto budować obiekty, w których odbywały się zebrania (m.in. w listopadzie 1987 roku w Polanicy-Zdroju przy ul. Hutniczej). W tym samym okresie zaczęto organizować zgromadzenia w halach i na stadionach.
W 1982 roku kongres pod hasłem „Prawda o Królestwie” odbył się w Hali Ludowej we Wrocławiu (4700 obecnych).
W dniach 16–18 sierpnia 1985 roku na Stadionie Olimpijskim we Wrocławiu odbył się kongres międzynarodowy pod hasłem „Lud zachowujący prawość”. Najwyższa liczba obecnych wyniosła 16 003 osoby, a 545 ochrzczono.
W roku 1987 kongres ph. „Zaufaj Jehowie” na Stadionie Miedzi Legnica.
W sierpniu 1988 roku kongres ph. „Sprawiedliwość Boża” odbył się we Wrocławiu i w Wałbrzychu.

### Odzyskanie rejestracji prawnej i rozwój działalności

#### Sale Królestwa

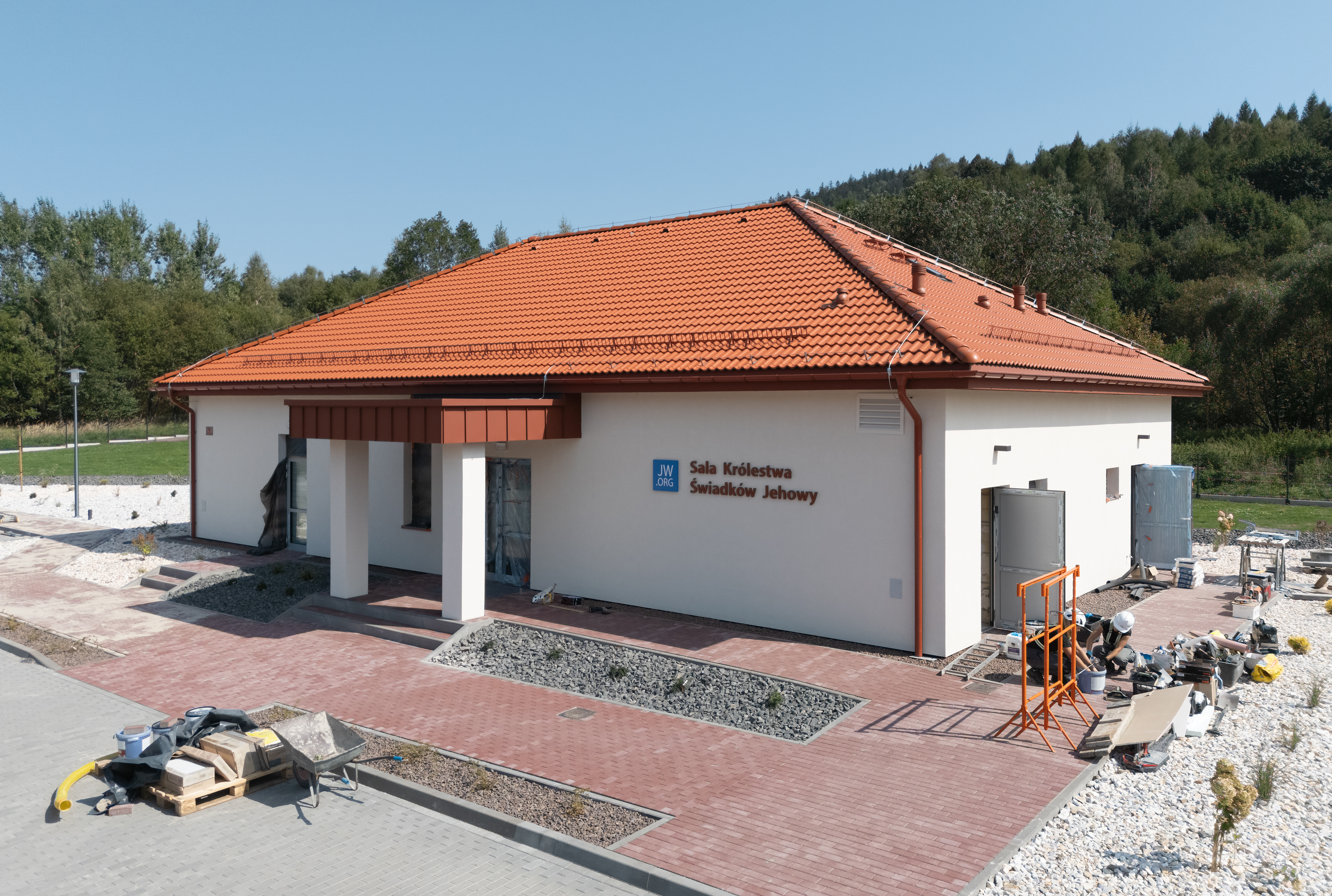
Budowa Sali Królestwa w Stroniu Śląskim (wrzesień, 2024)

Po odzyskaniu uznania prawnego w Polsce (w 1989 roku) w wielu miastach zaczęły powstawać nowe Sale Królestwa (np. w październiku 1994 roku w zaadaptowanym piętrze budynku w Polanicy-Zdroju; pod koniec lat 90. w Świdnicy; a w ostatnich latach: 3 grudnia 2012 roku w Boguszowie-Gorcach, Sobótce (2011), we wrześniu 2016 roku w Miłkowie, w lipcu 2019 roku w Świebodzicach, w styczniu 2020 roku w Legnicy, a w listopadzie 2024 roku nowy obiekt w Bolesławcu. W 2024 roku trwała budowa obiektu w Stroniu Śląskim oraz planuje się budowę w Wojsławicach, we Wrocławiu (przy ul. Objazdowej 59 oraz rozbudowę przy ul. Ołtaszyńskiej)).
W roku 1988 do głosicielki w Środzie Śląskiej dołączyli pionierzy. W 1990 roku powstał tam 47-osobowy zbór, a wkrótce Sala Królestwa. W 1992 roku działalność miejscowych głosicieli opisano w czasopiśmie religijnym „Strażnica Zwiastująca Królestwo Jehowy”.

#### Kongresy i zgromadzenia
Kongresy regionalne na terenie województwa odbywają się na Stadionie Miejskim we Wrocławiu (Tarczyński Arena) oraz w PGE Turów Arena w Zgorzelcu.
Większość świadków Jehowy z Dolnego Śląska (oprócz zborów z obwodu z rejonu Bolesławca, Lubania, Lwówka Śląskiego i Zgorzelca, które korzystają z PGE Turów Arena w Zgorzelcu oraz z rejonu Głogowa, Góry i Polkowic, które korzystają w sali zgromadzeń w Stęszewie koło Poznania), korzysta ze zgromadzeń obwodowych w Sali Zgromadzeń w Skarbimierzu (w podbrzeskiej miejscowości Skarbimierz-Osiedle). W poprzednich latach korzystano również z hal sportowo-widowiskowych, m.in. we Wrocławiu, Wałbrzychu, Legnicy i Zgorzelcu.
Po uzyskaniu rejestracji prawnej (w 1989 r.) kongresy odbywały się we Wrocławiu (w latach 1990–2011 najczęściej na Stadionie Olimpijskim we Wrocławiu, w latach 2016–2017 w Hali „Orbita”, w roku 2008 i w latach 2014
–2015 w Hali Stulecia, a w 2012, 2013, 2018, 2019, w 2023 na Stadionie Miejskim we Wrocławiu) i na tym samym obiekcie w 2024.
Kongresy regionalne odbywają się również w Zgorzelcu (w latach 2015–2017, 2023 i 2024 w Turów Arenie).
W poprzednich latach odbywały się również w Lubinie (w latach 2015–2017 i w 2023 roku w hali widowiskowo-sportowej RCS) oraz w Wałbrzychu (np. w latach 1990–1998 na Stadionie GKS „Górnika”, 2006 - 2008 na stadionie 1000-lecia (GKS Zagłębie), a w latach 2015–2017 w hali Aqua Zdrój) i w Legnicy (w latach 1999–2005, 2010, 2011, 2014 na Stadionie Miejskim).
Kongresy na Stadionie Olimpijskim we Wrocławiu: 26–29 lipca 1990 („Czysta mowa”); 19–21 lipca 1991 („Lud miłujący wolność”); 24–26 lipca 1992 („Nosiciele światła”; 195 ochrzczonych); 22–25 lipca 1993 („Pouczani przez Boga”); 8–10 lipca 1994: („Bojaźń Boża”); 21–24 lipca 1995 („Rozradowani chwalcy Boga”); 9–11 sierpnia 1996 („Posłańcy pokoju Bożego”); 27–29 czerwca 1997 („Wiara w Słowo Boże”; 28 czerwca we Wrocławiu i w Warszawie jednocześnie ogłoszono wydanie polskiej wersji językowej całego Pisma Świętego w Przekładzie Nowego Świata); 17–19 lipca 1998 („Boża droga życia”); 16–18 lipca 1999 („Prorocze słowo Boże”); 7–9 lipca 2000 („Wykonawcy słowa Bożego”); 13–15 lipca 2001 („Nauczyciele słowa Bożego”); 26–28 lipca 2002 („Gorliwi głosiciele Królestwa”); 18–20 lipca 2003 („Oddajcie chwałę Bogu”); 9–11 lipca 2004 („Chodź z Bogiem”); 22–24 lipca 2005 („Posłuszni Bogu”); 27–29 lipca 2007 („Naśladuj Chrystusa!”); 11–13 lipca 2008 („Kierowani duchem Bożym”); 16–19 lipca 2009 („Czuwajcie!”); 16–18 lipca 2010 („Trwaj przy Jehowie!”); 1–3 lipca 2011 („Niech przyjdzie Królestwo Boże!”).
Na Stadionie GKS „Górnika” Wałbrzych: 1988,  12–14 lipca 1990; 19–21 lipca 1991; 31 lipca–2 sierpnia 1992; 8–11 lipca 1993; 1–3 lipca 1994; 28–30 lipca 1995; 26–28 lipca 1996; 18–20 lipca 1997; 10–12 lipca 1998.
Na Stadionie Miejskim w Legnicy: 2–4 lipca 1999; 21–23 lipca 2000; 6–8 lipca 2001; 19–21 lipca 2002; 11–13 lipca 2003; 2–4 lipca 2004; 1–3 lipca 2005; 2–4 lipca 2010; 8–10 lipca 2011.

#### Działalność w ośrodkach penitencjarnych
Świadkowie Jehowy studiują Biblię także z więźniami w zakładach karnych i aresztach indywidualnie i w kilkuosobowych grupach m.in. w więzieniach w Wołowie, w Zarębie, we Wrocławiu oraz Świdnicy, Jeleniej Górze, Dzierżoniowie, Głogowie, Oleśnicy, Strzelinie, Kłodzku, Zarębie. Niektórzy skazani dzięki temu dokonali niezbędnych zmian w swym postępowaniu, by mogli zostać ochrzczeni.

#### Działalność wśród obcokrajowców i grup etnicznych

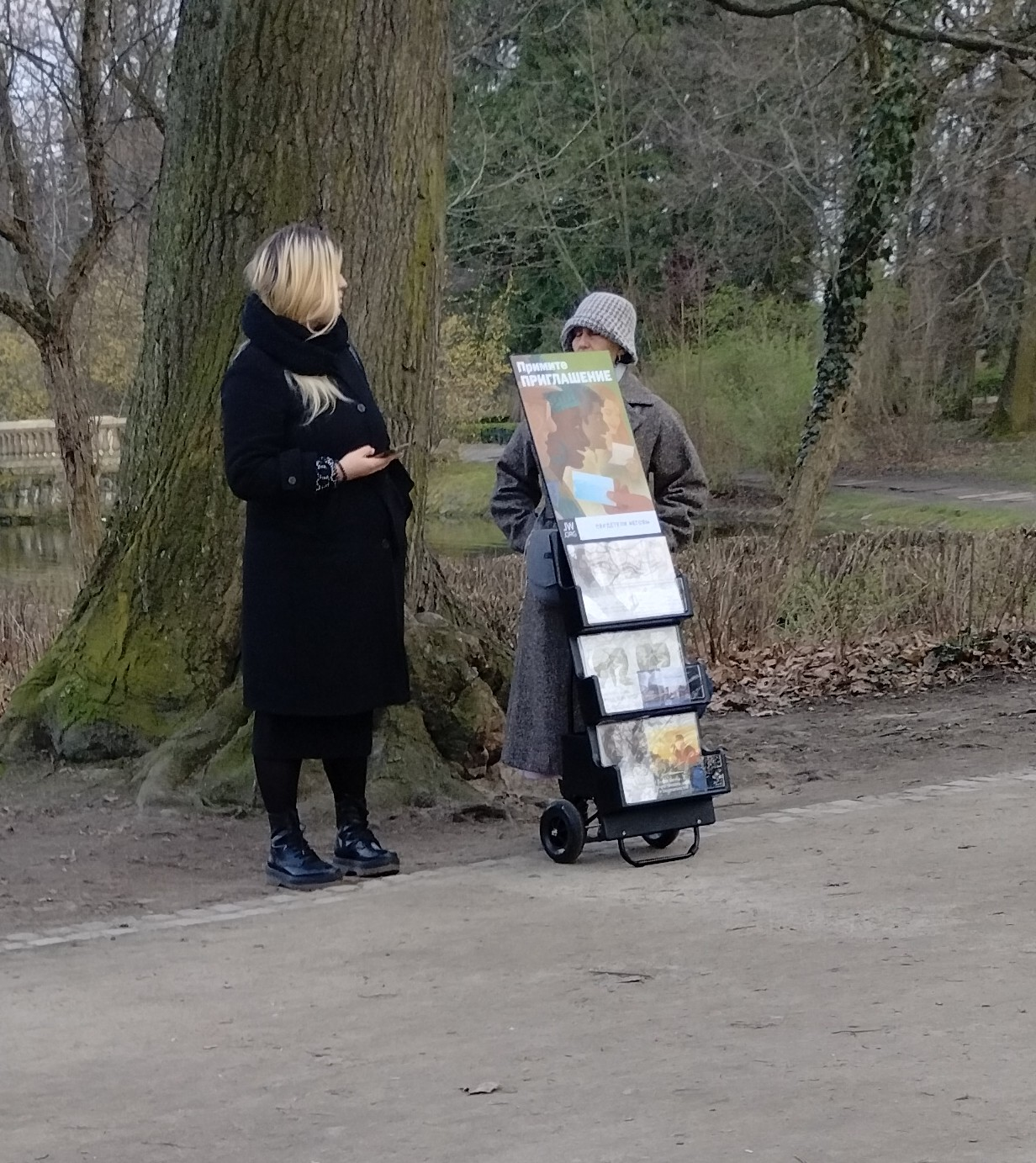
Publiczne świadczenie przy wózku z publikacjami biblijnymi
w języku ukraińskim we Wrocławiu

Działalność prowadzona jest także wśród obcokrajowców, zebrania zborowe oprócz j. polskiego i polskiego j. migowego przeprowadza się także w j. angielskim, hiszpańskim, rosyjskim i ukraińskim (do 2020 roku również w j. arabskim).
Wielu Romów jest członkami polskojęzycznych zborów (np. w Lubaniu).

#### Działalność w polskim języku migowym
We Wrocławiu funkcjonuje zbór polskiego języka migowego (wcześniej co najmniej od lat 80. XX wieku zebrania zborowe na ten język były tłumaczone symultanicznie, w poprzednich latach działały także grupy języka migowego m.in. w Zgorzelcu (do 2022), Jeleniej Górze).

#### Pomoc dla potrzebujących
W czasie powodzi w 1997 roku oraz powodzi w 2010 roku zorganizowano pomoc humanitarną oraz prace remontowe głównie dla poszkodowanych przez nią współwyznawców oraz innych mieszkańców. Podobną pomoc zorganizowano we wrześniu 2024 roku dla współwyznawców i innych mieszkańców poszkodowanych przez powódź.
Od końca lutego 2022 roku rozpoczęto organizowanie pomocy dla świadków Jehowy z Ukrainy, uchodźców – ofiar inwazji Rosji. W tym celu na terenie województwa powołano jeden z 16 Komitetów Pomocy Doraźnej działających w Polsce, składający się z przeszkolonych wolontariuszy.

#### Wystawy, konferencje naukowe i konkursy poświęcone represjom w trakcie II wojny światowej i okresu powojennego oraz działalności Świadków Jehowy
W 2002 roku wyróżnienie w ogólnopolskim konkursie historycznym Fundacji Ośrodka Karta otrzymała praca zespołowa z Głogowa dotycząca historii odmienności Świadków Jehowy.
Od 2 kwietnia do 31 lipca 2009 roku w byłym hitlerowskim obozie koncentracyjnym Gross-Rosen prezentowana była wystawa Więzieni za wiarę – Świadkowie Jehowy a hitleryzm, poświęcona ich neutralności w okresie nazizmu, a jej skrócona prezentacja miała również miejsce w marcu 1998 roku w Szczawnie-Zdroju, gdzie miała miejsce też prezentacja filmu „Niezłomni w obliczu prześladowań – Świadkowie Jehowy a hitleryzm” wraz z przemówieniem Wojciecha Sitka.
22 czerwca 2009 roku na konferencji naukowej pt. „Religijność i duchowość – dawne i nowe formy” we Wrocławiu Agnieszka Morawiak z Uniwersytetu Wrocławskiego wygłosiła wykład pt. „Stosunek Świadków Jehowy do pluralizmu religijnego”.
26 maja 2015 roku na Ogólnopolskiej Studencko-Doktoranckiej Konferencji Naukowej pt. „Wiara a polityka i prawo. Wpływ wyznań religijnych na kształtowanie się doktryn politycznych i prawnych, na scenę polityczną i opinię publiczną” we Wrocławiu, Dominika Chrostowska z Uniwersytetu Mikołaja Kopernika w Toruniu, wygłosiła referat pt. „Świadkowie Jehowy – wpływ wiary na możliwość przeprowadzania zabiegów medycznych”. Natomiast Jolanta Rosiak z Uniwersytetu Wrocławskiego, przedstawiła referat dotyczący stosunku do służby wojskowej m.in. Świadków Jehowy w Polsce.
12 września 2019 roku na XVII Ogólnopolskim Zjeździe Socjologicznym we Wrocławiu ph. „Ja, My, Oni? Podmiotowość, tożsamość, przynależność”, Kamila Fiałkowska, Michał P. Garapich, Elżbieta Mirga-Wójtowicz, reprezentując Uniwersytet Warszawski, wygłosili wykład: „Jest szeroka ścieżka i jest wąska ścieżka. My wybraliśmy wąską”. Rola religii w negocjowaniu przynależności i kontestacji władzy wśród polskich Romów – Świadków Jehowy w Wielkiej Brytanii.
23 września 2023 roku na międzynarodowej konferencji IPN we Wrocławiu ph. „»W poszukiwaniu wroga…« Aparat bezpieczeństwa w państwach Europy Środkowo-Wschodniej wobec środowisk niezależnych, przejawów oporu społecznego i postaw opozycyjnych 1956–1980”, prof. Jan Miłosz reprezentując Wydział Historii Uniwersytetu im. Adama Mickiewicza w Poznaniu, wygłosił wykład: „Świadkowie Jehowy w PRL i nie tylko – od zwalczania do prób legalizacji”, natomiast dr Tomasz Bugaj (Uniwersytet Śląski w Katowicach), wygłosił wykład: „Władza w walce z wrogiem - „sektantem”. Próba refleksji na przykładzie wyznania Świadków Jehowy w państwach Europy Środkowo-Wschodniej”.

#### Bezkrwawa chirurgia
W placówkach medycznych na terenie województwa dolnośląskiego (m.in. w Uniwersyteckim Szpitalu Klinicznym im. Jana Mikulicza-Radeckiego we Wrocławiu i we wrocławskim Wojskowym Szpitalu Klinicznym) zespoły medyczne operują świadków Jehowy bez przetaczania krwi.

#### Pozostała działalność
W 2003 roku na terenie województwa funkcjonowało 106 zborów, w 2006 roku 197 zborów, 2008 roku 193 zbory, a w 2009 roku 190 zborów. W 2010 roku było 13 467 głosicieli w 184 zborach oraz 86 Sal Królestwa.
W roku 2013 rozpoczęto specjalne świadczenie publiczne na terenie wielkomiejskim, obejmujące Wrocław. Wdrożono też program świadczenia publicznego na terenie poszczególnych zborów z pomocą wózków z literaturą biblijną.
W 2015 roku było 13 016 głosicieli w 138 zborach.
W 2016 roku w Głogowie zakończyła naukę 15 klasa Kursu dla Ewangelizatorów Królestwa.
W dniach od 30 listopada do 3 grudnia 2017 roku Świadkowie Jehowy prezentowali i udostępniali swoje bezpłatne publikacje biblijne na „26. Wrocławskich Targach Dobrych Książek”, a w dniach od 5 do 8 grudnia 2019 roku na „28. Wrocławskich Targach Dobrych Książek”.
W roku 2018 liczba głosicieli wynosiła 12 188 należących do 131 zborów 2020 roku było 11 866 głosicieli w 131 zborach, w których usługiwało 895 starszych zboru, a w 2021 roku 11 864 głosicieli (w tym ponad 2600 we Wrocławiu) należących do 131 zborów (w tym do 25 we Wrocławiu) i 925 starszych zboru.

#### Weryfikacja stanowiska Sądu Najwyższego wobec powojennej działalności Świadków Jehowy (na terenie województwa)
14 marca 2018 roku Sąd Najwyższy uchylił wyroki wrocławskich sądów z 1970 i 1971 roku, skazujące świadka Jehowy za udział w związku, którego istnienie, ustrój i cel miały być „tajemnicą wobec organów państwowych” (sygn. akt V KK 106/18).

## Zbory
Poniższa lista obejmuje zbory zgromadzające się na terenie województwa:
Na terenie miast na prawach powiatów
- Jelenia Góra: 7 zborów: Cieplice–Południe, Cieplice–Północ, Południe, Północ, Ukraiński, Wschód, Zachód
- Legnica: 6 zborów: Centrum, Nadbrzeże, Południe, Ukraiński, Wschód, Zachód
- Wałbrzych 10 zborów: Biały Kamień, Nowe Miasto, Piaskowa Góra (w tym grupa rosyjskojęzyczna), Podgórze, Podzamcze, Rusinowa, Rynek, Sobięcin (Sala Królestwa: Boguszów-Gorce), Stary Zdrój, Wałbrzych–Szczawno-Zdrój
- Wrocław: 26 zborów: Angielski, Brochów, Gądów, Grabiszynek, Huby, Karłowice, Klecina, Krzyki, Legnicka, Leśnica, Migowy, Milenijna, Nadodrze, Nowy Dwór, Ołbin, Osobowice, Plac Grunwaldzki, Psie Pole, Rosyjski–Południe, Rosyjski–Północ, Rosyjski–Wschód, Rosyjski–Zachód, Rynek, Sępolno, Ukraiński, Zakrzów

Na terenie powiatów

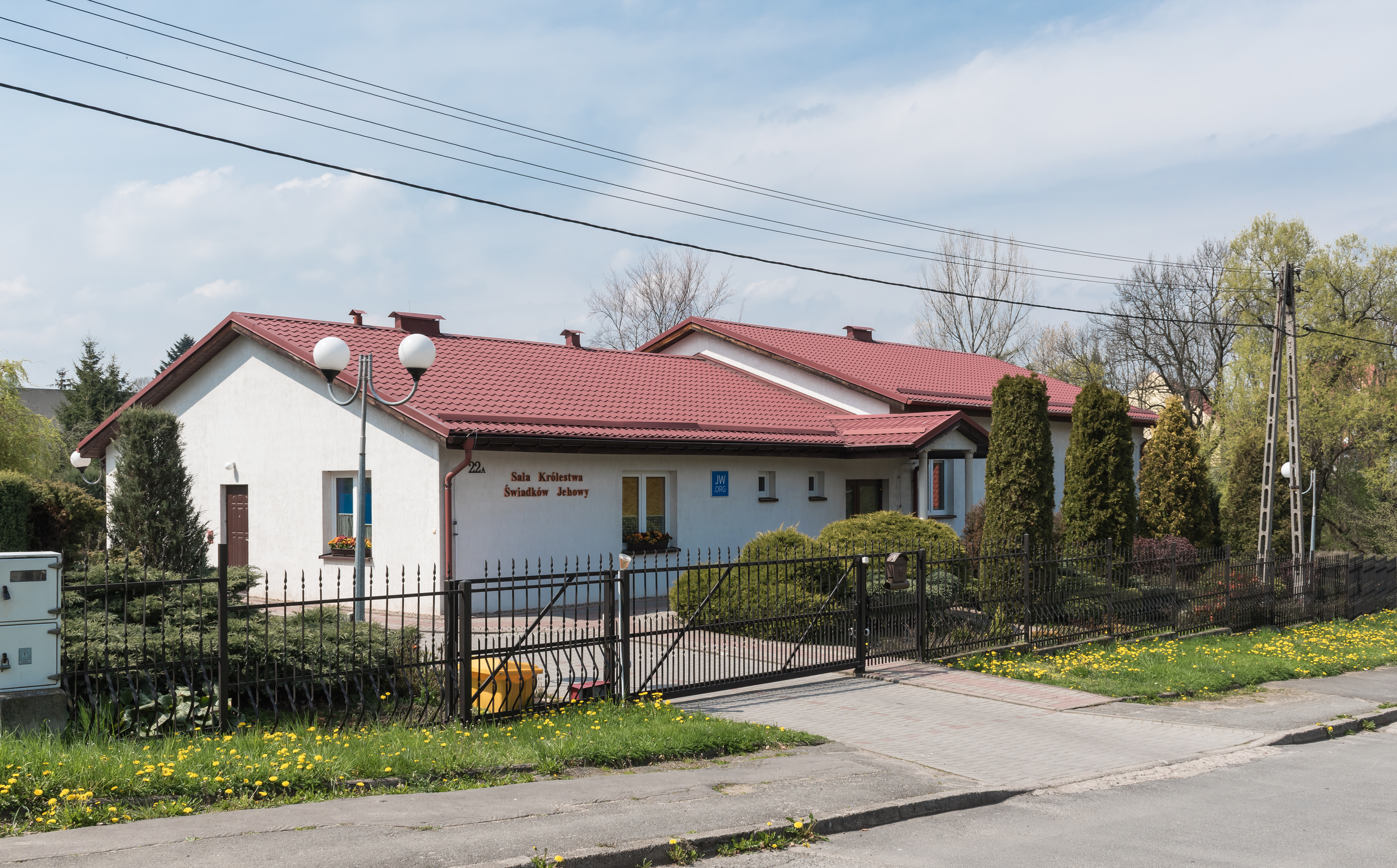
Sala Królestwa w Kłodzku

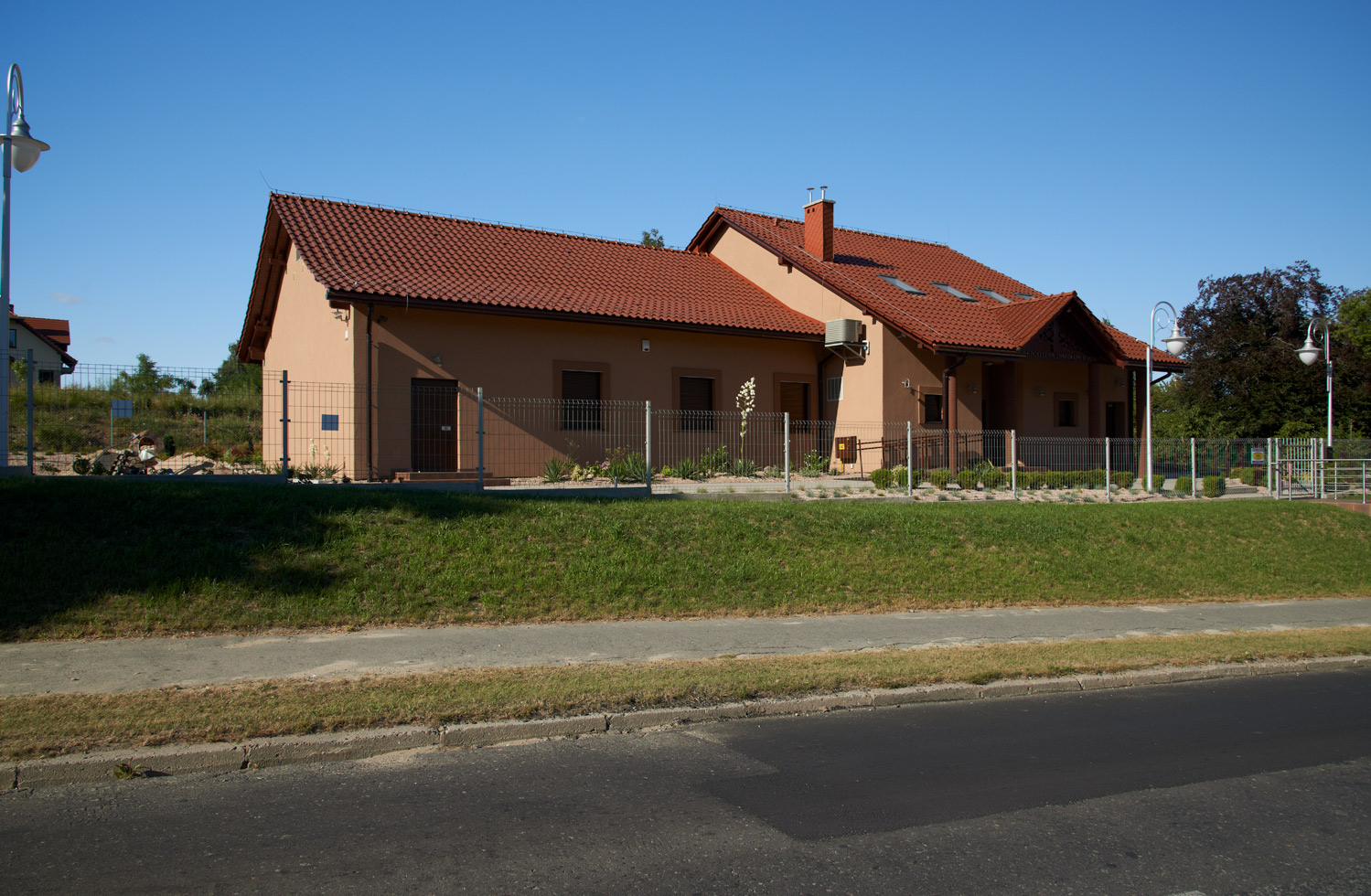
Sala Królestwa w Sobótce

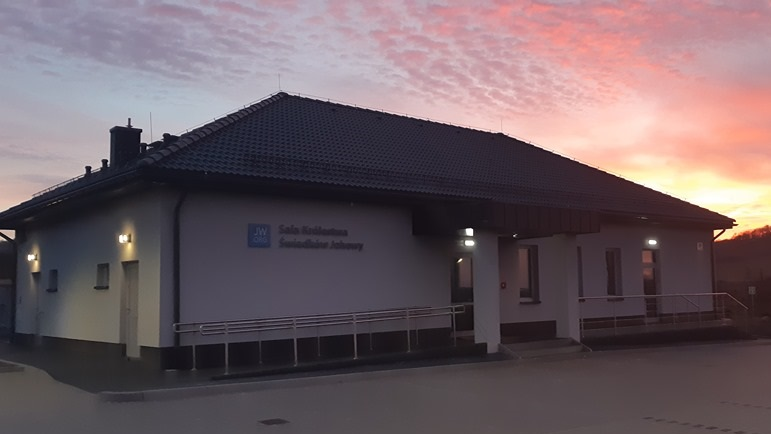
Sala Królestwa w Świebodzicach

- powiat bolesławiecki: 3 zbory: Bolesławiec–Południe, Bolesławiec–Północ, Bolesławiec–Rosyjski
- powiat dzierżoniowski: 3 zbory: Bielawa–Dolna, Bielawa–Górna, Dzierżoniów (Sala Królestwa: Bielawa)
- powiat głogowski: 4 zbory: Głogów–Południe, Głogów–Północ, Głogów–Wschód, Głogów–Zachód
- powiat górowski: 1 zbór: Góra Śląska
- powiat jaworski: 2 zbory: Bolków, Jawor[174]
- powiat karkonoski: 2 zbory: Karpacz, Szklarska Poręba
- powiat kamiennogórski: 1 zbór: Kamienna Góra
- powiat kłodzki: 9 zborów: Bystrzyca Kłodzka (Sala Królestwa: Kłodzko), Kłodzko–Wschód, Kłodzko-Zachód, Kudowa, Nowa Ruda–Centrum, Nowa Ruda–Słupiec, Polanica-Zdrój, Stronie–Lądek, Szczytna–Duszniki (Sala Królestwa: Duszniki-Zdrój)
- powiat legnicki: 3 zbory: Chojnów–Centrum, Chojnów–Południe, Prochowice (Sala Królestwa: Lisowice)
- powiat lubański: 2 zbory: Lubań–Wschód, Lubań–Zachód
- powiat lubiński: 5 zborów: Lubin–Nadzieja, Lubin–Polne, Lubin–Przylesie, Lubin–Ustronie, Lubin–Wschód
- powiat lwówecki: 3 zbory: Lubomierz, Lwówek Śląski, Mirsk
- powiat milicki: 2 zbory: Milicz–Południe (Sala Królestwa: Sławoszowice), Milicz–Północ (Sala Królestwa: Sławoszowice)
- powiat oleśnicki: 5 zborów: Oleśnica–Północ, Oleśnica–Wschód, Oleśnica–Zachód, Syców, Twardogóra
- powiat oławski: 3 zbory: Jelcz-Laskowice, Jelcz-Laskowice–Rosyjski, Oława
- powiat polkowicki: 3 zbory: Chocianów, Polkowice–Wschód, Polkowice–Zachód
- powiat strzeliński: 2 zbory: Strzelin–Gęsiniec (Sala Królestwa: Gęsiniec), Strzelin–Miasto (Sala Królestwa: Gęsiniec)
- powiat średzki: 1 zbór: Środa Śląska
- powiat świdnicki: 8 zborów: Strzegom (Sala Królestwa: Żarów), Świdnica–Miasto, Świdnica–Osiedle, Świdnica–Zarzecze, Świebodzice–Dobromierz, Świebodzice–Miasto, Świebodzice–Pełcznica, Żarów
- powiat trzebnicki: 2 zbory: Oborniki Śląskie (Sala Królestwa: Wilczyn), Trzebnica (w tym grupa hiszpańskojęzyczna) (Sala Królestwa: Wilczyn)
- powiat wałbrzyski: 3 zbory: Boguszów-Gorce, Głuszyca, Mieroszów (Sala Królestwa: Kowalowa),
- powiat wołowski: 2 zbory: Wińsko, Wołów
- powiat wrocławski: 2 zbory: Kąty Wrocławskie, Sobótka
- powiat ząbkowicki: 3 zbory: Ząbkowice Śląskie–Południe, Ząbkowice Śląskie–Północ, Ziębice–Paczków (Sala Królestwa: Ziębice)
- powiat zgorzelecki: 6 zborów: Bogatynia–Południe, Bogatynia–Północ, Czerwona Woda, Zgorzelec–Południe, Zgorzelec–Śródmieście, Zgorzelec–Zachód
- powiat złotoryjski: 1 zbór: Złotoryja